# Chaumont (Haute-Marne)
Chaumont er en mindre fransk kommune i departementet Haute-Marne
i den nordøstlige del af landet.
I nærheden af byen ligger lufthavnen Chaumont-Semoutiers Air Base, som var en amerikansk flyvebase mellem 1953 og 1967.